# Ungeklärte Morde
Ungeklärte Morde – Dem Täter auf der Spur ist eine Fernsehsendung, die seit 2002 auf RTL II ausgestrahlt wird. Sie behandelt ungeklärte Mordfälle.
Seit 2008 werden ältere Folgen der Serie sporadisch auf RTL II und RTL Crime wiederholt, 2011 wurde eine neue Staffel mit 10 Folgen produziert.
Zunächst kam die Sendung noch ohne Moderator aus. Ab Januar 2003 wurde sie vom ehemaligen Hamburger Polizeisprecher Reinhard Fallak moderiert, er ist seit 2008 Polizeivizepräsident der Hamburger Polizei. Von 2011 bis 2013 moderierte sie der ehemalige Polizeipräsident und Innensenator von Hamburg, Udo Nagel.